# Parque Nacional de Loch Lomond e Trossachs
O Parque Nacional Loch Lomond e Trossachs (em gaélico escocês: Pàirc Nàiseanta Loch Laomainn is nan Tròisichean, em inglês: Loch Lomond and The Trossachs National Park) é um parque nacional na Escócia, centrado no Loch Lomond, nas colinas e vales dos Trossachs [en], além de outras cadeias de montanhas. Foi o primeiro dos dois parques nacionais instituídos pelo Parlamento Escocês em 2002, sendo o segundo o Parque Nacional Cairngorms [en]. O parque abrange grande parte da porção ocidental das terras altas do sul da Escócia, localizando-se ao norte da conurbação de Glasgow, e inclui diversas montanhas e lagos. É o quarto maior parque nacional das Ilhas Britânicas, com uma área total de 1 865 km² e um perímetro de aproximadamente 350 km. Nele estão 21 Munros (incluindo Ben Lomond [en], Ben Lui, Beinn Challuim, Ben More e dois picos chamados Ben Vorlich) e 20 Corbetts.
O parque está situado sobre a Falha da Fronteira [en] das Terras Altas, que o divide em duas regiões distintas (terras baixas e altas), diferenciadas por geologia, tipos de solo e topografia. Essa transição geológica é mais evidente no próprio Loch Lomond, onde a falha atravessa as ilhas de Inchmurrin, Creinch, Torrinch e Inchcailloch, além do cume de Conic Hill. Ao sul, encontram-se campos verdes e terras cultivadas; ao norte, montanhas.
O Parque Nacional Loch Lomond e Trossachs fica próximo do densamente povoado Cinturão Central da Escócia, sendo uma área historicamente popular entre visitantes. As principais atrações incluem a apreciação de paisagens e fauna, caminhadas, escaladas, esportes aquáticos e outras atividades ao ar livre. Em 2017, o parque registrou 2,9 milhões de visitas, sendo 2,1 milhões de passeios diurnos e 783 mil por visitantes que pernoitaram na área.

## Geografia

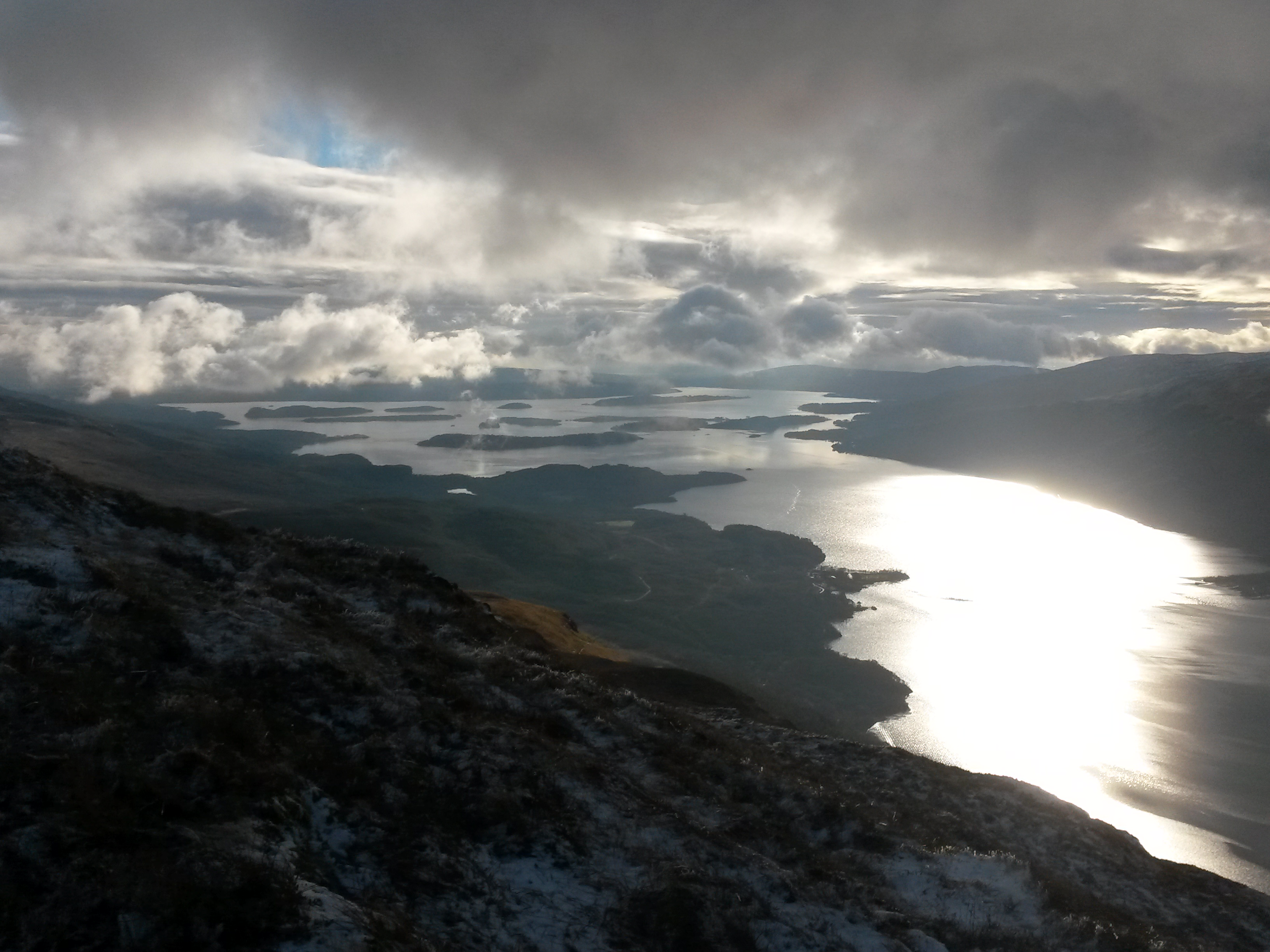
Loch Lomond, visto das encostas do Ben Lomond.

O parque nacional abrange grande parte da porção ocidental das terras altas do sul da Escócia, situando-se ao norte da conurbação de Glasgow. A autoridade do parque o divide em quatro seções: Breadalbane, Loch Lomond, Trossachs e Cowal.
O parque tem como centro o Loch Lomond, o maior lago da Grã-Bretanha em área de superfície, com uma área de 71 km². O lago abriga várias ilhas, incluindo Inchmurrin, a maior ilha de água doce das Ilhas Britânicas. É um destino popular para lazer, cercado por colinas, como o Ben Lomond na margem leste, com 974 metros de altitude, o mais ao sul dos picos Munro escoceses. Uma enquete de 2005 da revista Radio Times elegeu o Loch Lomond como a sexta maior maravilha natural da Grã-Bretanha.
Os Trossachs são uma região de colinas arborizadas, vales e lagos a leste do Loch Lomond. Originalmente, o nome se referia apenas a um pequeno vale florestado no centro da área, mas hoje designa toda a região. Há tempos atraem turistas pela proximidade de centros populacionais como Glasgow e Stirling, sendo populares entre caminhantes, ciclistas e visitantes. As colinas e lagos arborizados podem ser vistos como um microcosmo da paisagem típica das terras altas, e as florestas são um habitat essencial para diversas espécies.
Grande parte da área dos Trossachs é protegida por diversas designações de conservação, incluindo a reserva natural nacional "Great Trossachs Forest".
Breadalbane refere-se à parte norte do parque, abrangendo as vilas de Crianlarich e Tyndrum. A região é composta por colinas e montanhas íngremes das terras altas do sul, incluindo o Ben More, o pico mais alto do parque nacional. Breadalbane foi uma das províncias tradicionais da Escócia, abrangendo historicamente a bacia hidrográfica do Loch Tay [en] (ou seja, Glen Dochart, Glen Lochay e as margens do próprio Loch Tay), estendendo-se além dos limites do parque nacional.
A parte mais ocidental do parque compreende o lado leste da península de Cowal, separado do restante do parque pelo Loch Long. Grande parte da península é coberta pelo Parque Florestal de Argyll, gerido pela Forestry and Land Scotland. Os Alpes de Arrochar, um local popular para caminhadas e escaladas, situam-se na borda norte de Cowal, com vista para o Loch Lomond.
Diversas rotas de transporte importantes cruzam o parque, como a estrada A82 entre Glasgow e Fort William, que segue a margem oeste do Loch Lomond, prosseguindo ao norte por Strath Fillan, contornando a vila de Crianlarich e passando por Tyndrum. A estrada A85 de Edimburgo atravessa o leste dos Trossachs e a área de Breadalbane, encontrando a A82 em Crianlarich. A única ferrovia no parque é a Linha Highland Ocidental, que acompanha a margem leste do Loch Long até Arrochar, seguindo depois próxima à A82 até Tyndrum.

## Formação do parque nacional
Muitos países estabeleceram parques nacionais para preservar áreas selvagens; a Escócia, porém, não possui tais áreas, pois milênios de atividade humana alteraram a paisagem. Assentamentos, agricultura, desmatamento histórico, pastoreio excessivo de ovelhas e cervos, e o extenso reflorestamento do século XX com espécies arbóreas introduzidas (especialmente coníferas) resultaram em paisagens semi-naturais.
Apesar da ausência de verdadeira "natureza selvagem", a ideia de designar áreas da Escócia com caráter selvagem ou remoto para proteger o meio ambiente e promover acesso público ganhou força nos séculos XIX e início do XX. Após a Segunda Guerra Mundial, um comitê foi criado para avaliar a criação de parques nacionais na Escócia. O relatório de 1945 propôs cinco áreas, incluindo Loch Lomond e Trossachs. O governo designou essas áreas como "Áreas de Direção de Parques Nacionais", permitindo a revisão de decisões de planejamento locais pelo governo central, mas sem conceder status pleno de parque nacional. Em 1981, essas áreas foram substituídas por áreas cênicas nacionais, hoje totalizando 40. Em 1990, a Comissão do Campo da Escócia recomendou que quatro áreas, incluindo Loch Lomond e Trossachs, fossem designadas como parques nacionais devido à pressão sobre seu patrimônio, cada uma com um conselho de planejamento independente.
Apesar dessas recomendações históricas, nenhuma ação foi tomada até a criação do Parlamento Escocês em 1999. O Parque Nacional Loch Lomond e Trossachs foi instituído pela Lei dos Parques Nacionais (Escócia) de 2000, uma das primeiras legislações aprovadas pelo Parlamento. O parque foi formalmente estabelecido em 1º de julho de 2002.

## Fauna e conservação

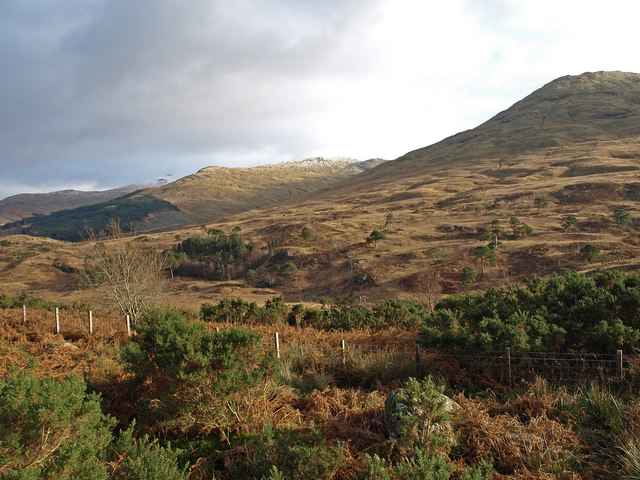
Remanescentes da floresta caledônia em Glen Falloch.

Mais de 200 espécies de aves e mais de 25% de todas as espécies vegetais conhecidas na Grã-Bretanha foram registradas no parque nacional. É habitat de espécies típicas das terras altas escocesas, como tetraz-grande, veado-vermelho, esquilo-vermelho-eurasiático, Felis silvestris silvestris, águia-real, falcão-peregrino, tetraz-lira, águia-de-asa-redonda e águia-pescadora. Cascores também estão presentes, com sinais de atividade observados no Loch Achray nos Trossachs durante um levantamento no inverno de 2017-18, provavelmente oriundos da população do Rio Tay. Uma colônia de wallabies vive na ilha Inchconnachan, em Loch Lomond, desde 1940.
O parque possui diversos habitats, incluindo extensas áreas florestais, que cobrem cerca de 30% de sua área. Aproximadamente 22,5% são plantações comerciais de coníferas, enquanto florestas nativas ocupam 7,5%. As florestas nativas incluem áreas de floresta temperada úmida, floresta temperada de coníferas e florestas úmidas. Em altitudes mais altas, há habitats de terras altas como charnecas, turfeiras ombrotróficas [en] e matagais de salgueiro. O parque conta com 22 grandes lagos e 50 rios e riachos maiores, além de inúmeros lagos menores, lochans e córregos, abrigando peixes como salmão-do-Atlântico, truta, salvelino-ártico, Coregonus clupeoides e lampreias-marinhas, lampreias-do-rio e lampreias-de-riacho.
O parque também inclui 63 km de costa ao redor de três lochs marinhos [en]: Loch Long, Loch Goil e Holy Loch. Essa costa é formada por praias rochosas, falésias, pântanos salgados e lamaçais. O habitat costeiro é rico em invertebrados marinhos e sustenta diversas aves limícolas e aves marinhas. Mamíferos marinhos como foca-comum e focenídeos são encontrados ao largo.

### Designações de conservação
O parque nacional é classificado como uma área protegida de Categoria V pela União Internacional para a Conservação da Natureza.
Ao todo, 67 locais dentro do parque possuem alguma forma de designação de conservação por seu valor natural, incluindo 8 Área Especial de Conservação [en] (SAC) e 2 Zonas de Proteção Especial (SPA). Duas áreas cênicas nacionais da Escócia — Loch Lomond NSA e Trossachs NSA — estão totalmente dentro do parque, e a parte oeste da NSA do Rio Earn (Comrie a St Fillans) também se encontra em seus limites. Além disso, há dois parques florestais (Parque Florestal Queen Elizabeth e Parque Florestal de Argyll) e duas reservas naturais nacionais (Reserva Natural Nacional de Loch Lomond e Reserva Natural Nacional da Floresta dos Grandes Trossachs) dentro do parque. A Reserva Natural de Loch Lomond é gerida por uma parceria entre a Autoridade do Parque Nacional, RSPB Escócia e NatureScot [en], enquanto a Grande Floresta de Trossachs é administrada por Forestry and Land Scotland, RSPB Escócia e Woodland Trust Escócia.

## Recreação e turismo

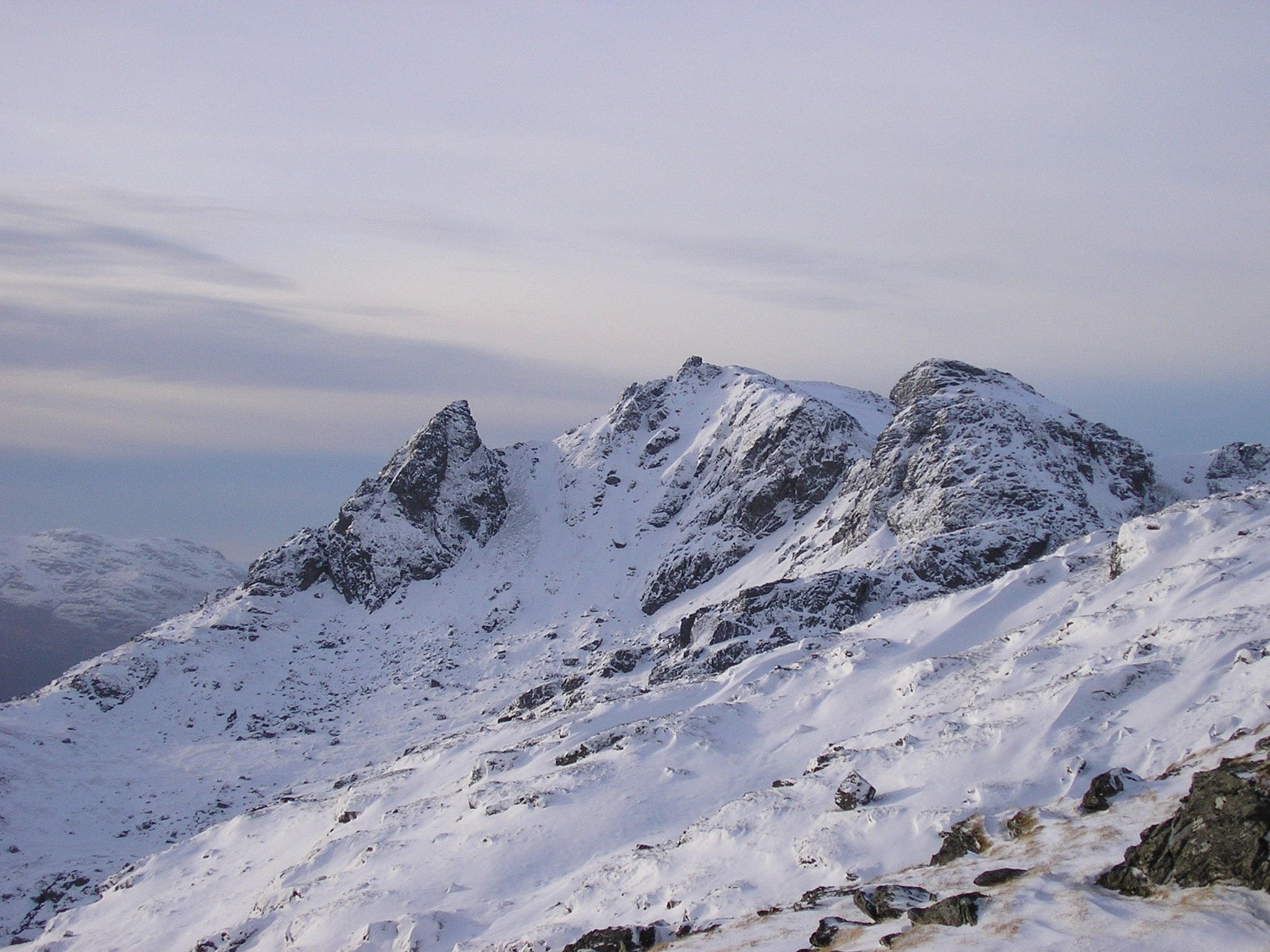
The Cobbler, um dos locais mais populares para caminhadas no parque.

A área é há muito popular entre turistas, com os Trossachs sendo uma das primeiras regiões da Escócia a se tornarem um destino turístico reconhecido, devido à sua posição na borda sul das Terras Altas da Escócia e à qualidade da paisagem, que pode ser considerada um microcosmo da típica paisagem das terras altas. O Loch Lomond também foi um destino frequente para viajantes antigos, a ponto de, em 1773, quando James Boswell e Samuel Johnson o visitaram ao retornar de sua viagem às Ilhas Ocidentais, a área já era tão consolidada como destino que Boswell julgou desnecessário descrevê-la.
Em 2017, houve 2,9 milhões de visitas ao parque, sendo 2,1 milhões de passeios diurnos e 783 mil por visitantes que pernoitaram. Pontos turísticos incluem as Cachoeiras de Dochart, o mirante em Rest and be thankful, e a ilha Inchcailloch no Loch Lomond. Há um centro de visitantes do parque nacional em Balloch [en], na extremidade sul do Loch Lomond, chamado Loch Lomond Shores, que inclui um centro de informações turísticas na entrada mais popular do parque, além de um aquário, lojas e restaurantes.
O Loch Lomond é um dos principais locais da Escócia para passeios de barco e esportes aquáticos, com atividades como caiaque, canoagem canadense, stand-up paddle, wakeboard, esqui aquático e wakesurf [en]. A autoridade do parque busca equilibrar o uso por turistas terrestres e aquáticos, com áreas ambientalmente sensíveis sujeitas a um limite de velocidade máximo de 11 km/h, enquanto o restante do lago permite velocidades de até 90 km/h. Cruzeiros no lago partem de Tarbet, Inversnaid, Luss e Rowardennan, e no Loch Katrine, nos Trossachs, os visitantes podem viajar no histórico vapor SS Sir Walter Scott (lançado em 1899).
O parque é popular entre adeptos de caminhadas, com rotas que vão de passeios familiares fáceis a caminhadas em colinas nos picos mais altos. Picos populares incluem Ben Lomond em Dunbartonshire [en] e The Cobbler nos Alpes de Arrochar. O Caminho Highland Ocidental, o primeiro caminho de longa distância oficialmente designado da Escócia, atravessa o parque, seguindo a margem leste do Loch Lomond e passando perto de Crianlarich. Além disso, cinco outros Grandes Trilhos da Escócia cruzam seções do parque, incluindo o Caminho Loch Lomond e Cowal, o Caminho dos Três Lochs e o Grande Caminho de Trossachs.
Como em todo o território e águas interiores da Escócia, há um direito de acesso responsável às terras, lagos e rios do parque para atividades recreativas como caminhada, acampamento, natação e canoagem. Em 2017, a autoridade do parque introduziu regulamentos restringindo o direito de acampar ao longo de grande parte da margem do Loch Lomond devido a problemas como lixo e comportamento inadequado atribuídos a alguns campistas irresponsáveis. Os regulamentos foram contestados por grupos como Mountaineering Scotland e Ramblers Scotland, que argumentaram que criminalizariam o acampamento mesmo quando feito de forma responsável, e que a autoridade já tinha poderes suficientes para lidar com comportamentos inadequados usando leis existentes. As restrições foram ampliadas para outras partes do parque, incluindo áreas ao redor dos principais lagos. Nessas áreas, o acampamento é agora restrito a locais designados, exigindo permissão entre março e outubro.

## Administração

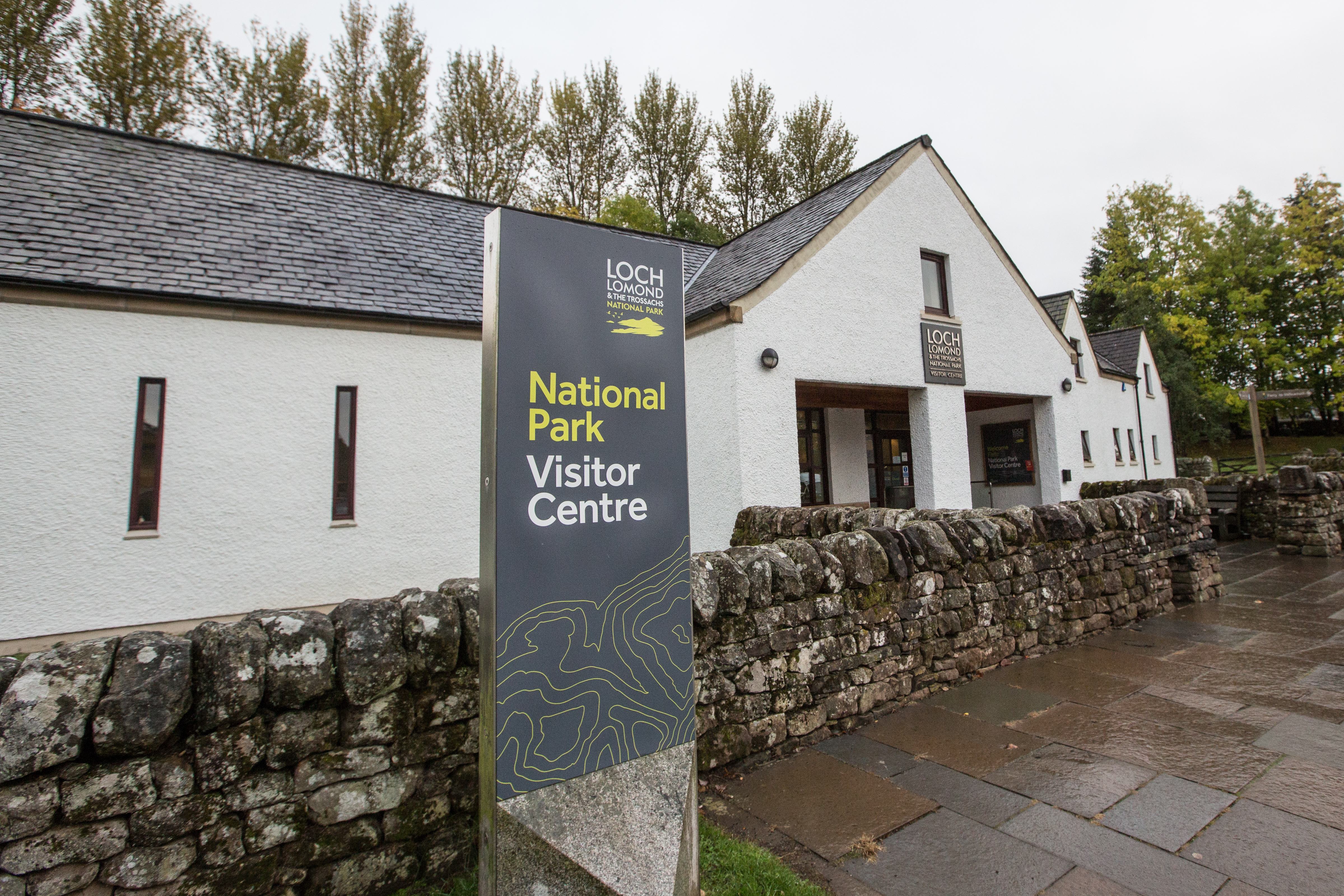
Centro de visitantes em Balmaha, exibindo o logotipo da autoridade do parque nacional.

O parque nacional é administrado por uma autoridade de parque nacional, um órgão público não departamental executivo do Governo Escocês. Sob a Lei dos Parques Nacionais de 2000, os parques nacionais na Escócia têm quatro objetivos:
1. Conservar e aprimorar o patrimônio natural e cultural da área;
2. Promover o uso sustentável dos recursos naturais da área;
3. Promover a compreensão e o prazer (incluindo recreação) das qualidades especiais da área pelo público;
4. Promover o desenvolvimento econômico sustentável e social das comunidades da área.

Esses objetivos são mais amplos que os deveres dos parques nacionais da Inglaterra e País de Gales sob a Lei dos Parques Nacionais e Acesso ao Campo de 1949 e legislações complementares. O propósito geral da autoridade, conforme definido na lei, é garantir que esses objetivos sejam "alcançados coletivamente [...] de forma coordenada". Embora os quatro objetivos tenham igual importância, pelo Princípio de Sandford, o primeiro (conservação e aprimoramento do patrimônio natural e cultural) prevalece em caso de conflito irreconciliável com os demais.
A Autoridade do Parque Nacional Loch Lomond e Trossachs é uma autoridade plena de planejamento, exercendo poderes que seriam de autoridades locais, e também gerencia o acesso ao campo, função que em outros lugares cabe às autoridades locais. Além disso, tem flexibilidade para alcançar os quatro objetivos, podendo adquirir terras, criar regulamentos e acordos de gestão, oferecer subsídios, fornecer aconselhamento e realizar ou encomendar pesquisas. Sua sede fica em Balloch, na extremidade sul do Loch Lomond.
A autoridade é dirigida por um conselho com 17 membros: cinco eleitos pela comunidade e doze nomeados pelo Governo Escocês, dos quais seis indicados por autoridades locais. O conselho se reúne publicamente ao menos três vezes por ano.

## Vilas e cidades dentro do parque

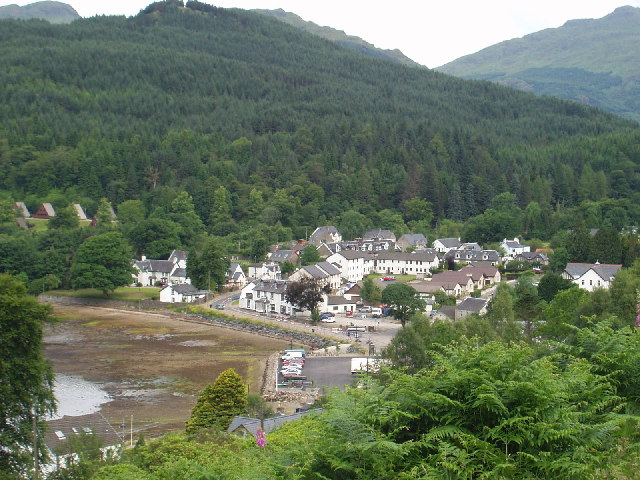
Lochgoilhead em Cowal.

No censo de 2011, a população do parque nacional era de 15 168.
| Área do conselho    | Cidades e vilarejos |
| ------------------- | --- |
| Stirling            | Aberfoyle, Balmaha, Brig o' Turk, Callander [en], Crianlarich, Croftamie, Drymen [en], Inversnaid, Killin [en], Lochearnhead, Port of Menteith, Tyndrum, Strathyre, Balquhidder, Kilmahog, Gartmore, Inchmahome (Ilha do Lago de Menteith) |
| West Dunbartonshire | Balloch [en], Croftamie, Gartocharn |
| Perth and Kinross   | St Fillans |
| Argyll and Bute     | Ardentinny, Ardlui, Arrochar, Blairmore, Carrick Castle (village), Glenbranter, Kilmun, Lochgoilhead, Luss, Tarbet, Succoth, Strone, Whistlefield.                                                                                         |

## Munros dentro do parque

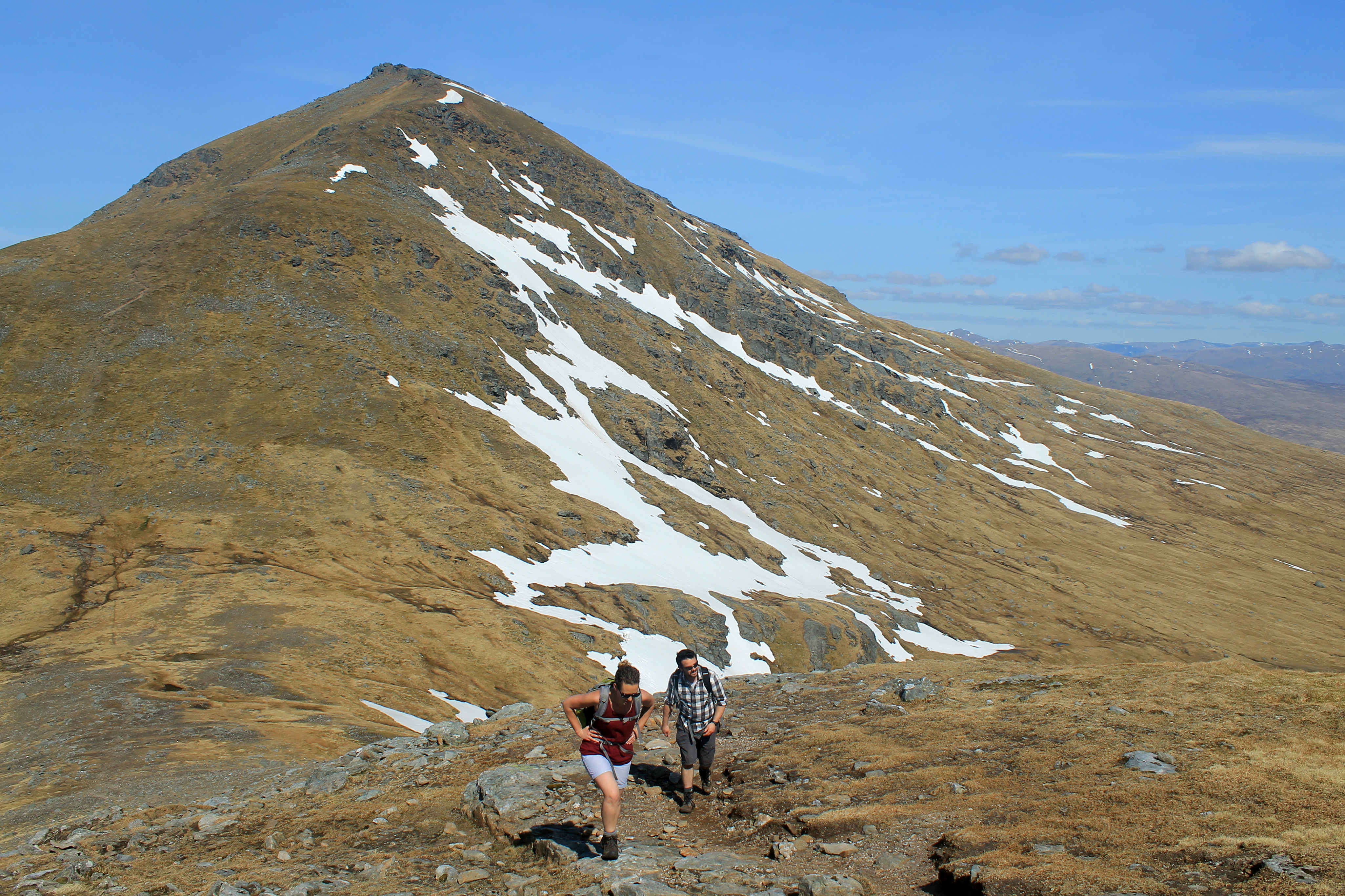
Ben More, o pico mais alto do parque nacional.

Há 21 Munros (montanhas acima de 3 000 pés (914 m)) no parque nacional, dos quais 16 estão na seção de Breadalbane. A Ben Lomond é uma das montanhas mais escaladas da Escócia. Lista de Munros no parque e a vila mais próxima:
- Ben More (1 174 m), Crianlarich
- Stob Binnein (1 165 m), Crianlarich
- Ben Lui (1 130 m), Tyndrum
- Cruach Ardrain (1 046 m), Crianlarich
- Ben Oss (1 029 m), Tyndrum
- Ben Challum (1 025 m), Tyndrum
- Beinn Ime (1 011 m), Arrochar
- An Caisteal (995 m), Crianlarich
- Ben Vorlich (985 m), Lochearnhead
- Beinn Dubhchraig (978 m), Tyndrum
- Stuc a' Chroin (975 m), Lochearnhead
- Ben Lomond (974 m), Balmaha
- Meall Glas (959 m), Crianlarich
- Beinn Tulaichean (945 m), Crianlarich
- Ben Vorlich (943 m), Ardlui
- Beinn a' Chroin (940 m), Crianlarich
- Beinn Chabhair (933 m), Ardlui
- Beinn Narnain (926 m), Arrochar
- Sgiath Chuil (921 m), Crianlarich
- Beinn a' Chleibh (916 m), Tyndrum
- Ben Vane (915 m), Ardlui

### Citações
1. 1 2 3 4  «Key Facts». Loch Lomond and The Trossachs National Park Authority. Consultado em 16 de abril de 2019
2. 1 2  «National park 'goes live'». BBC News (em inglês). 8 de julho de 2002
3. ↑  Wild Park 2020. p. 55.
4. 1 2  Tom Weir (1980). The Scottish Lochs (em inglês). [S.l.]: Constable and Company. pp. 33–43. ISBN 0-09-463270-7
5. ↑  «Park map» (PDF) (em inglês). Consultado em 29 de janeiro de 2017. Cópia arquivada (PDF) em 14 de junho de 2019
6. 1 2  Global Tourism Solutions (UK) Ltd (11 de janeiro de 2019). «Tourism Economic Impact 2017» (PDF) (em inglês). Loch Lomond & The Trossachs National Park Authority. Consultado em 17 de abril de 2019. Arquivado do original (PDF) em 17 de abril de 2019
7. ↑  «Explore by map» (em inglês). Loch Lomond and The Trossachs National Park Authority. Consultado em 16 de abril de 2019
8. ↑  Peter Matthews, ed. (1994). The Guinness Book of Records 1995 (em inglês). [S.l.]: Guinness World Records Limited. p. 17. ISBN 978-0-85112-736-1
9. ↑  Worsley, Harry (1988). Loch Lomond: The Loch, the Lairds and the Legends (em inglês). Glasgow: Lindsay Publications. ISBN 978-1-898169-34-5
10. 1 2  «Loch Lomond» (em inglês). Loch Lomond and The Trossachs National Park Authority. Consultado em 17 de abril de 2019
11. 1 2 3  Ordnance Survey 1:50000 Landranger Map. Sheet 56. Loch Lomond and Inverary.
12. ↑  "Caves win 'natural wonder' vote" (em inglês) BBC.co.uk Retrieved 10 December 2006.
13. 1 2 3  D. Bennet (ed.) The Southern Highlands. Scottish Mountaineering Club District Guides - Scottish Mountaineering Trust. 2nd edition (agosto de 1986). pp. 47-49.
14. ↑  «Strath Gartney, Achray and Loch Ard Forest: Special qualities of the Trossachs» (PDF) (em inglês). Loch Lomond and The Trossachs National Park Authority. 2006. pp. 130–131. Consultado em 18 de abril de 2019. Cópia arquivada (PDF) em 20 de junho de 2018
15. ↑  «Sitelink - Map Search» (em inglês). Scottish Natural Heritage. 2006. Consultado em 20 de junho de 2018
16. ↑  SNH Commissioned Report 376: The Special Landscape Qualities of the Loch Lomond and The Trossachs National Park (em inglês) p. 26.
17. ↑  «Breadalbane | Highlands, Loch Tay, Perthshire | Britannica». www.britannica.com (em inglês). Consultado em 20 de março de 2025
18. ↑  «Breadalbane from The Gazetteer for Scotland». www.scottish-places.info (em inglês). Consultado em 20 de março de 2025
19. ↑  «Argyll Forest Park» (em inglês). Forestry Commission Scotland. Consultado em 11 de dezembro de 2016. Arquivado do original em 6 de abril de 2014
20. ↑  «Arrochar Alps and Crianlarich» (em inglês). WalkHighlands. Consultado em 17 de abril de 2019
21. ↑  Ordnance Survey 1:50000 Landranger Map. Sheet 50. Glen Orchy & Loch Etive.
22. ↑  «Wildness in Scotland's Countryside» (PDF) (em inglês). Scottish Natural Heritage. Consultado em 16 de janeiro de 2018. Arquivado do original (PDF) em 17 de janeiro de 2018
23. 1 2  «History Leading to the Cairngorms National Park» (em inglês). Cairngorms National Park Authority. Consultado em 15 de janeiro de 2018. Cópia arquivada em 15 de janeiro de 2018
24. ↑  «Brief History of National Parks Proposals» (em inglês). SNH. Consultado em 15 de janeiro de 2018. Cópia arquivada em 16 de janeiro de 2018
25. ↑  «National Scenic Areas» (em inglês). Scottish Natural Heritage. Consultado em 17 de janeiro de 2018
26. ↑  «Unfinished Business a national parks strategy for scotland» (PDF) (em inglês). Scottish Campaign for National Parks. Março de  2013. Consultado em 13 de janeiro de 2018. Arquivado do original (PDF) em 9 de setembro de 2016
27. ↑  «Wildlife & Nature in and around the Loch Lomond and Trossachs National Park» (em inglês). Visit Loch Lomond. Consultado em 17 de abril de 2019. Arquivado do original em 12 de junho de 2019
28. ↑  «SNH Research Report 1013 - Survey of the Tayside area beaver population 2017-2018» (PDF) (em inglês). Scottish Natural Heritage. 2018. p. iii. Consultado em 18 de abril de 2019. Arquivado do original (PDF) em 15 de outubro de 2018
29. ↑  «About Loch Lomond» (em inglês). Visitscotland. Consultado em 15 de janeiro de 2019
30. ↑  «Trees and Woodland Strategy» (PDF) (em inglês). Scottish Natural Heritage. Abril de 2019. p. 5. Consultado em 17 de abril de 2019. Arquivado do original (PDF) em 17 de abril de 2019
31. ↑  Wild Park 2020. p. 24.
32. ↑  Wild Park 2020. p. 31.
33. ↑  Wild Park 2020. p. 35.
34. ↑  Wild Park 2020. p. 44.
35. ↑  «Loch Lomond and The Trossachs in United Kingdom of Great Britain and Northern Ireland» (em inglês). Protected Planet. Consultado em 17 de abril de 2019
36. ↑  «Where are we now?» (em inglês). Loch Lomond and The Trossachs National Park Authority. Consultado em 16 de abril de 2019
37. ↑  Wild Park 2020. p. 162.
38. ↑  SNH Commissioned Report 376: The Special Landscape Qualities of the Loch Lomond and The Trossachs National Park. p. 1.
39. ↑  «Search by A-Z». Scotland's National Nature Reserves (em inglês). NatureScot. Consultado em 7 de setembro de 2020. Arquivado do original em 2 de julho de 2018
40. ↑  S. Johnson & J. Boswell  (ed. R. Black). To the Hebrides: "Journey to the Western Isles of Scotland" and "Journal of a Tour to the Hebrides" (em inglês) p. 423. Published by Birlinn, 2007.
41. ↑  «Loch Lomond Shores» (em inglês). Undiscovered Scotland. Consultado em 18 de abril de 2019
42. ↑  «Loch Lomond Byelaws 2013» (PDF) (em inglês). Loch Lomond and The Trossachs National Park Authority. Março de 2013. Consultado em 12 de abril de 2018. Arquivado do original (PDF) em 5 de julho de 2017
43. ↑  «Cruise Loch Lomond» (em inglês). Cruise Loch Lomond. 2017. Consultado em 17 de abril de 2019. Arquivado do original em 26 de julho de 2012
44. ↑  «Loch Katrine - Loch Cruises» (em inglês). Steamship Sir Walter Scott Ltd. Consultado em 17 de abril de 2019
45. ↑  «Loch Lomond and The Trossachs» (em inglês). WalkHighlands. Consultado em 17 de abril de 2019
46. ↑  «West Highland Way» (em inglês). Scotland's Great Trails. Consultado em 18 de abril de 2019
47. ↑  «Long distance walking routes» (em inglês). Loch Lomond and The Trossachs National Park Authority. Consultado em 18 de abril de 2019
48. ↑  «Scotland's Great Trails: the official guide» (em inglês). Scotland's Great Trails. Consultado em 18 de abril de 2019
49. ↑  «Scottish Outdoor Access Code» (PDF) (em inglês). Scottish Natural Heritage. 2005. Consultado em 18 de abril de 2019
50. ↑  «Loch Lomond camping byelaws come into force» (em inglês). Mountaineering Scotland. 28 de fevereiro de 2017. Consultado em 16 de abril de 2018
51. ↑  «Camping in the National Park» (PDF) (em inglês). Loch Lomond and The Trossachs National Park. Consultado em 17 de abril de 2019. Arquivado do original (PDF) em 17 de abril de 2019
52. ↑  «Camping and Motorhome Byelaw Q&As» (em inglês). Loch Lomond and The Trossachs National Park. Consultado em 16 de abril de 2018
53. ↑  «Executive non-departmental public bodies» (em inglês). Scottish Government. Consultado em 17 de abril de 2019
54. 1 2  «National Park» (em inglês). Scottish Natural Heritage. 2017. Consultado em 15 de janeiro de 2018. Arquivado do original em 16 de abril de 2019
55. ↑  «Future National Parks in Scotland: Possible Governance Models» (PDF) (em inglês). Scottish Campaign for National Parks. Agosto de 2015. Consultado em 15 de outubro de 2020
56. ↑  «A National Park in Galloway? A Discussion Paper» (PDF) (em inglês). Galloway National Park Association. Outubro de 2017. Consultado em 21 de janeiro de 2018. Arquivado do original (PDF) em 25 de julho de 2018
57. 1 2  «Our Board & Committees» (em inglês). Loch Lomond and The Trossachs National Park Authority. Consultado em 16 de abril de 2019
58. ↑  «Ben Lomond». National Trust for Scotland (em inglês). Consultado em 20 de março de 2025
59. ↑  «Munros by most climbed». www.walkhighlands.co.uk. Consultado em 20 de março de 2025